# Kaz James
Kaz James (ur. 1982 w Melbourne jako Christopher James Karyotakis) – australijski piosenkarz i DJ pochodzenia włosko-greckiego.
W 2004 roku wraz z Dylanem Burnsem założył elektroniczny duet BodyRockers, który w 2005 zasłynął singlem I Like the Way. Duet istniał do 2007 roku. Sam James w 2014 zasłynął utworem Blast Off, wykonanym wraz z francuskim DJ-em i producentem Davidem Guettą.

## Wczesne lata
Kaz James wychowywał się na przedmieściach Melbourne. Kształcił się w jednej ze szkół prywatnych w tym mieście. Zanim odkrył muzykę elektroniczną śpiewał w chórze i grał na trąbce. Był rezydentem w klubie OneLove, obok takich wykonawców jak Grant Smillie i Dirty South. Podróżował po świecie i koncertował m.in. we Włoszech, Grecji, Hiszpanii, Japonii. Jak sam stwierdził „Byłem trochę jak DJ z plecakiem”.

## BodyRockers
Zanim Kaz rozpoczął solową karierę współtworzył wraz Brytyjskim wokalistą i gitarzystą Dylanem Burnsem duet BodyRockers. Stali się znani już na początku 2005 r. dzięki pierwszemu singlowi zatytułowanemu I Like the Way. Utwór dotarł na czołowe miejsce list przebojów m.in. w Nowej Zelandii, Danii, Australii. Wydali swój debiutancki album zatytułowany BodyRockers, na którym znalazł się jeszcze singel Round and Round. Na płycie znalazły się mocne, house'owe i funkowe bity oraz dźwięki mocnych gitar. Wszystko zostało połączone z modnym wówczas hip hopem i popową melodią.

## Kariera solowa
28 kwietnia 2008 wydał swój pierwszy singel zatytułowany Breathe, który nagrał wraz z Kanadyjczykiem Stu Stone'em. Następny singel We Hold On ukazał się 13 września. Niedługo po nim, bo 11 października 2008 ukazał się jego debiutancki album If They Knew. 19 stycznia 2009 ukazał się EP zatytułowany Can't Hold Back, w którym gościnne wystąpiła amerykańska piosenkarka Macy Gray. Utwór znalazł się 42. miejscu ARIA Charts. W 2014 nagrał wraz z francuskim DJ-em Davidem Guettą singel Blast Off, który stał się popularny w Belgii i Francji.

## Dyskografia

### Albumy
| Rok  | Album        | Notowania |
| Rok  | Album        | AUS       |
| ---- | ------------ | --------- |
| 2008 | If They Knew | -         |

### Single / EPs
| Rok  | Singel                              | Notowania | Notowania | Notowania | Notowania | Album        |
| Rok  | Singel                              | AUS       | BEL (Fl)  | BEL (Wa)  | FRA       | Album        |
| ---- | ----------------------------------- | --------- | --------- | --------- | --------- | ------------ |
| 2008 | „Breathe” (feat. Stu Stone)         | 57        | -         | -         | -         | If They Knew |
| 2008 | „We Hold On”                        | 81        | -         | -         | -         | If They Knew |
| 2009 | „Can't Hold Back” (feat. Macy Gray) | 42        | -         | -         | -         | If They Knew |
| 2014 | „Blast Off” (feat. David Guetta)    | -         | 49        | 14        | 33        |              |